# Jon Bautista
Jon Bautista Orgilles (ur. 3 lipca 1995 w Maó) – hiszpański piłkarz występujący na pozycji napastnika w SD Eibar.